# إستيلا خيمينيز
إستيلا خيمينيز سيدا (ولدت في 29 مارس 1979 في مدريد، إسبانيا) هي لاعبة جمباز إيقاعي إسبانية سابقة فازت بالميدالية الذهبية في دورة الألعاب الأولمبية الصيفية 1996 في حدث الجمباز الجماعي الشامل. تم تشكيل الفريق الذي عرف لاحقاً بإسم الفتيات الذهبيات من قبل خيمينيز ومارتا بالدو ونوريا كابانياس ولورينا غورينديث وإستيباليث مارتينث وتانيا لاماركا، فازت ببطولة العالم مرتين في مسابقة الكرات الثلاث/الشريطين.
ظهرت على غلاف لعبة Your Shape، كانت مضيفة برنامج Insert Coin على AXN Spain من عام 2008 إلى عام 2012.